# Атакай
Атакай — упразднённый в 1967 году хутор в Анапском районе Краснодарского края Российской Федерации. Входил на год упразднения в состав Натухаевского сельсовета .
В настоящее время граничит с дачными участками СНТ «Атакай».

## Название
В 1924 годуименовался «Атукай».

## География
Расположен на подъеме к горе Давидова в Атакайском урочище.

## История
В 1924 году хутор Атукай принадлежал к Верхнебаканскому сельсовету Черноморского округа, в 15 дворах жили 45 мужчин и 49 женщин. В 1955 году хутор относится к районному центру Натухаевский Анапского района
В прилегающей территории располагался колхоз, разводящий скот на пастбищах гор «Давидова» и «Сапун».
Упразднён Решением КИК от 6 июля 1967 г.
:287.
В 1994 году Цемдолинский сельский округ, к которому относился хутор Атакай, был ликвидирован, документы архива на хутор были утеряны, часть дворов перевелось в СНТ «Атакай», часть осталось статусом самозастроек. На сегодняшний день восстановлен статус хутора трем домам. В хуторе по прежнему отсутствует электричество, постоянное население несколько человек.